# Championnat de Serbie de baseball
 (septembre 2023).
Le championnat de Serbie de baseball se tient depuis 1993. Il réunit l'élite des clubs serbes sous l'égide de la Fédération serbe. Le tenant du trophée est le BK Belgrade 96.
La compétition se déroule en deux phases. Une saison régulière mettant aux prises cinq clubs, puis des séries éliminatoires sous forme de demi-finales et finale.
Le champion prend part à l'European Cup Qualifier, phase qualificative pour la Coupe d'Europe de baseball.

## Histoire
La première édition du championnat se tient en 1993 avec cinq équipes. Le Partizan de Belgrade présente deux équipes. Batajnica (banlieue de Belgrade) et Kragujevac (80 km au sud-est de Belgrade) complètent le plateau avec une équipe internationale, principalement composée par des employés des ambassades américaine et canadienne à Belgrade.

## Les clubs de l'édition 2011
| \| Belgrade: BK Belgrade 96 BK Spartans Belgrade BK Vojvode Zemun Belgrade BK Gradnulica Bečkerek BK Vojvodina Novi Sad \| Localisation des clubs engagés dans le championnat. |
| Belgrade: BK Belgrade 96 BK Spartans Belgrade BK Vojvode Zemun Belgrade BK Gradnulica Bečkerek BK Vojvodina Novi Sad                                                           |

Ouverture de la saison le 8 avril.
| Equipe                 | Ville     |
| ---------------------- | --------- |
| BK Belgrade 96         | Belgrade  |
| BK Spartans Belgrade   | Belgrade  |
| BK Vojvode Zemun       | Belgrade  |
| BK Vojvodina Novi Sad  | Novi Sad  |
| BK Gradnulica Bečkerek | Zrenjanin |

## Palmarès
| - 1993 : Belgrade Kings - 1994 : Batajnica Dogs - 1995 : Batajnica Dogs - 1996 : Batajnica Dogs - 1997 : BK Belgrade 96 - 1998 : BK Belgrade 96 - 1999 : BK Belgrade 96 - 2000 : BK Vojvode Zemun - 2001 : BK Vojvode Zemun |  | - 2002 : BK Vojvode Zemun - 2003 : BK Belgrade 96 - 2004 : BK Belgrade 96 - 2005 : BK Belgrade 96 - 2006 : BK Belgrade 96 - 2007 : BK Belgrade 96 - 2008 : BK Belgrade 96 - 2009 : BK Vojvode Zemun - 2010 : BK Belgrade 96 |